# Residencia de Landshut

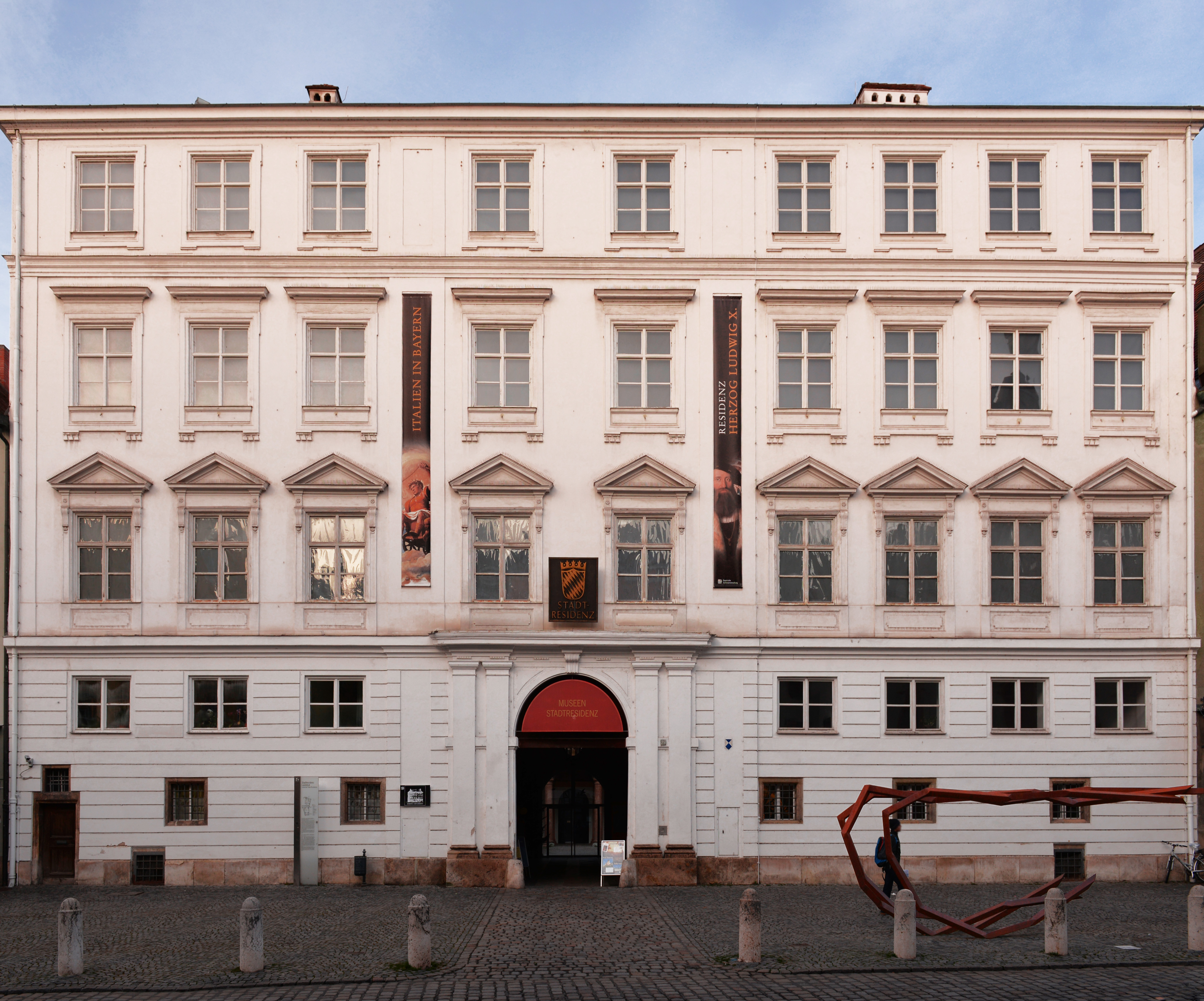
Residencia de Landshut, edificio alemán

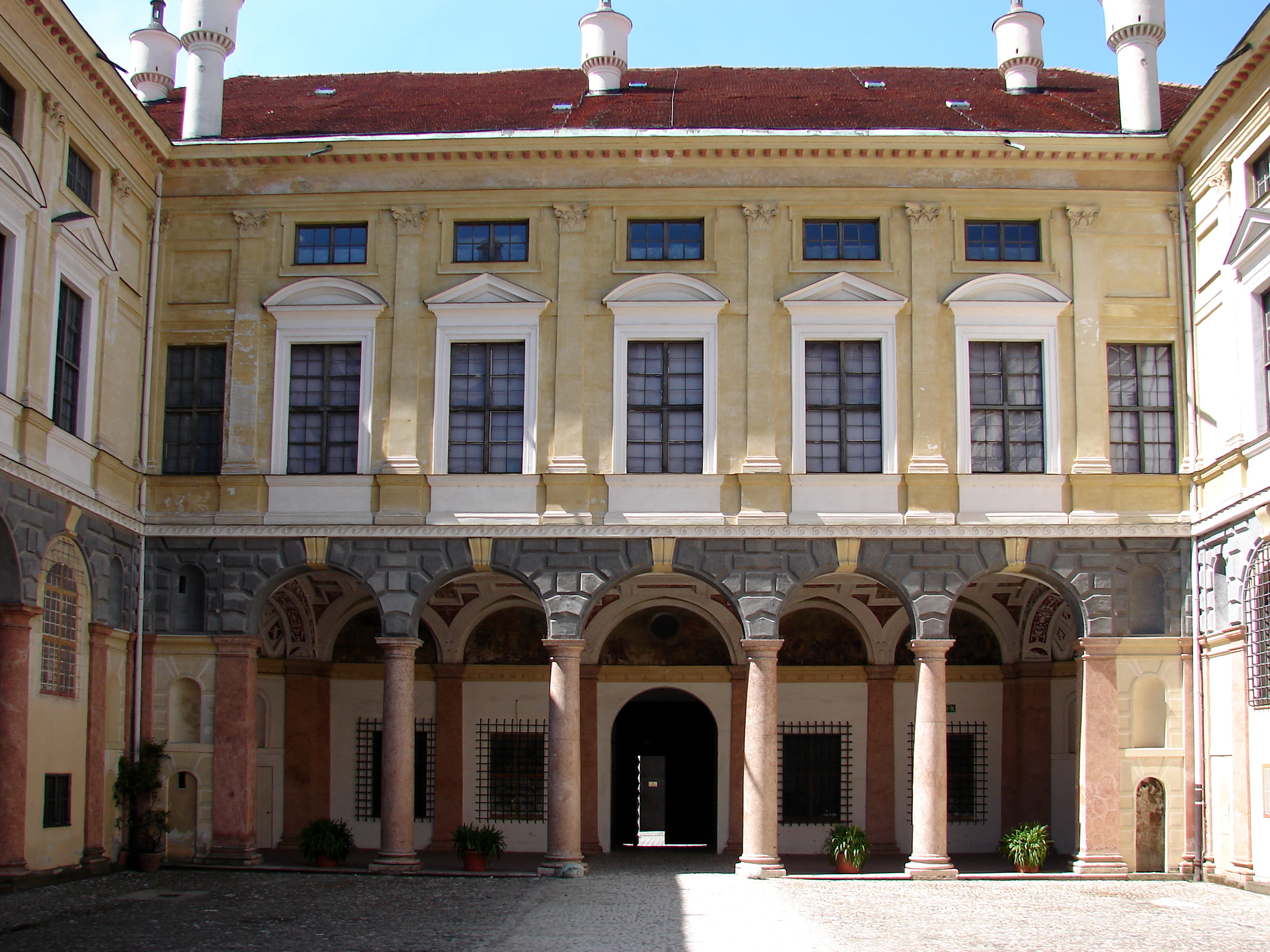
Residencia de Landshut, patio del edificio italiano

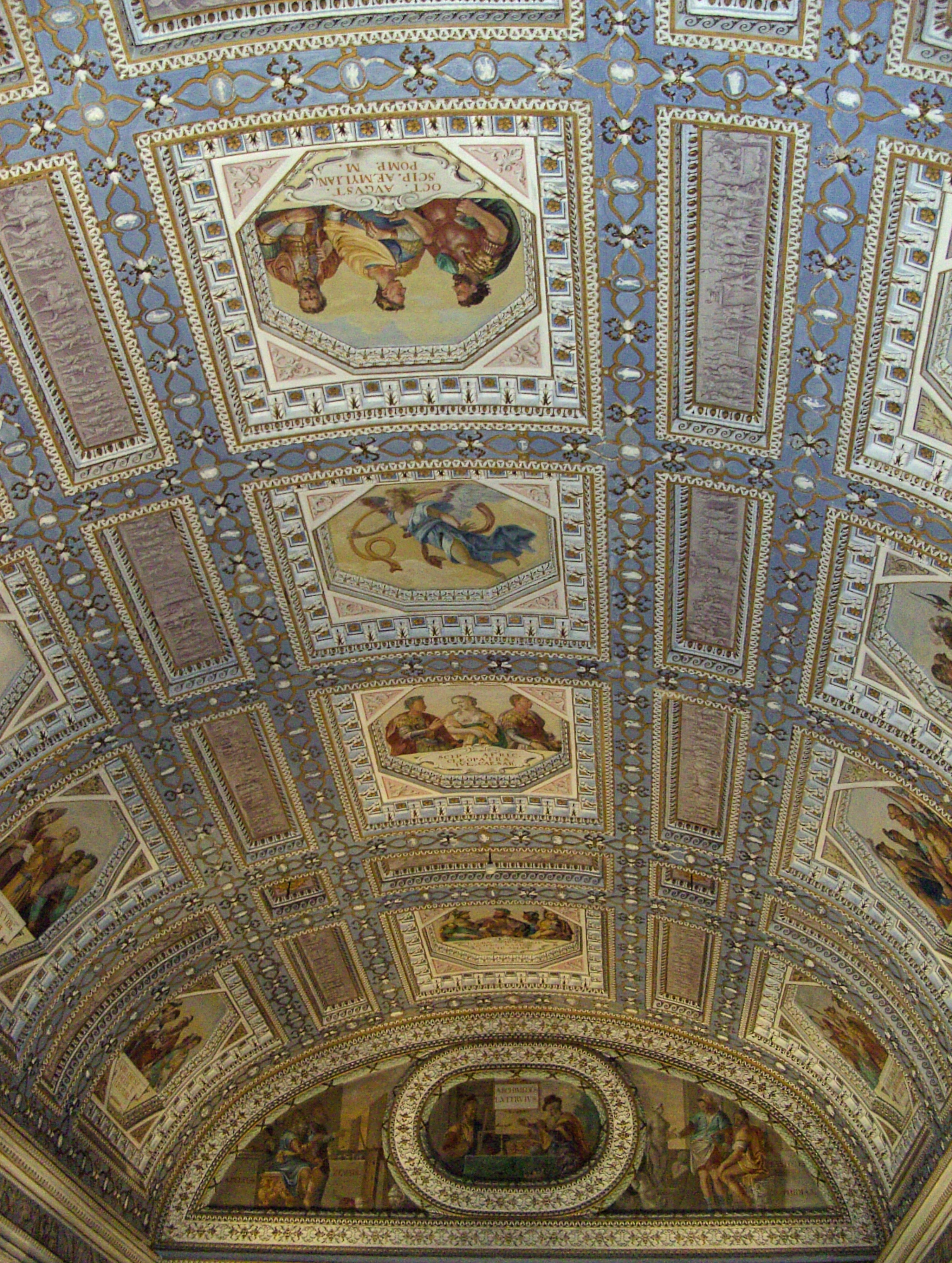
Sala italiana

La residencia de Landshut (en alemán: Stadtresidenz Landshut) es un palacio renacentista alemán erigido en la ciudad de Landshut, en la Baja Baviera, que había sido capital de Baviera-Landshut, una de las escisiones del ducado de Baviera, entonces recientemente reunificado en Baviera-Múnich por Alberto IV «el Sabio» (r. 1505-1508) tras la guerra de sucesión de Landshut. 

## Historia
En 1536, Luis X, duque de Baviera (r. 1516-1545), colocó la primera piedra de una nueva residencia para él en el centro de la ciudad de Landshut. Se inició en estilo renacentista alemán con el arquitecto Bernhard Zwitzel de Augsburgo; este palacio se conoce hoy como el edificio alemán (Deutscher Bau). Durante un viaje a Italia, el duque decidió construir un palacio más, que fuera similar a los que había disfrutado y se estaban construyendo en la península itálica en el entonces reciente estilo renacentista.
Detrás del edificio alemán, cerca del río Isar, se construyó el llamado edificio italiano (Italienischer Bau) de 1537 a 1543 en estilo renacentista italiano con un amplio patio y la capilla del palacio. Se inspiró en particular en el Palazzo del Te de Mantua y fue el primer palacio de estilo italiano construido al norte de los Alpes. Ambos edificios estaban conectados por dos alas. Las pinturas de las habitaciones fueron creadas por los alemanes Hermanus Posthumus, Hans Bocksberger el Viejo y Ludwig Refinger, mientras que el estuco estuvo a cargo de artistas italianos.
Cuando el conde Guillermo de Birkenfeld-Gelnhausen, que luego sería el primer duque en Baviera, residió en el palacio desde 1780 en adelante, la fachada del edificio alemán fue modificada en estilo neoclásico francés y se construyeron las llamadas Salas Birkenfeld. Estas habitaciones fueron decoradas nuevamente con papel tapiz antiguo, cuando el príncipe heredero Luis vivió aquí a principios del siglo XIX, en el curso de sus estudios en Landshut. Esas salas son hoy parte del Museo de la Residencia, junto con las salas del edificio italiano.